# Edmond James de Rothschild

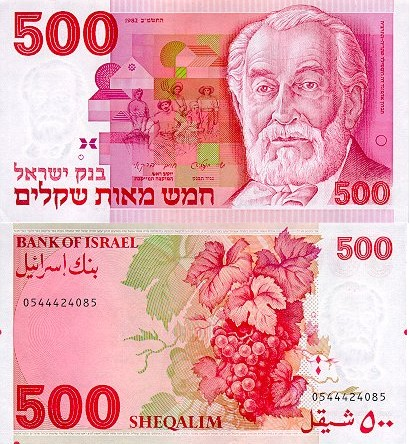
Edmond James de Rothschild upamiętniony na izraelskich banknotach

Edmond James de Rothschild (ur. 19 sierpnia 1845 w Boulogne-Billancourt, zm. 2 listopada 1934 tamże) – francuski kolekcjoner i mecenas sztuki pochodzenia żydowskiego, członek rodziny Rothschildów. Filantrop, którego hojne datki wspierały działalność ruchu syjonistycznego w jego wczesnych latach istnienia.

## Życiorys

### Dzieciństwo i młodość
Edmond urodził się w 1845 roku w Boulogne-Billancourt we Francji. Był członkiem francuskiej gałęzi wpływowej żydowskiej dynastii bankowej Rothschildów. Urodził się jako najmłodsze dziecko Jamesa Mayer Rothschilda i Betty von Rothschild. Otrzymał gruntowne wykształcenie w specjalnej szkole dla dzieci francuskiej szlachty. W przeciwieństwie do swoich starszych braci nie angażował się bezpośrednio w sprawy rodzinnego banku i interesował się sztuką oraz kulturą. Dorastał w czasach II Republiki i II Cesarstwa Francuskiego.

### Wiek dorosły
Edmond odziedziczył majątki Château Rothschild, Boulogne-Billancourt i Château d’Armainvilliers w departamencie Sekwany i Marny. Wziął udział w wojnie francusko-pruskiej (lata 1870–1871). W 1877 roku ożenił się z kuzynką Adélaïde, córką Wilhelma Carla von Rothschilda. Edmond nie angażował się w działalność rodzinnego banku, poświęcając się aktywności artystycznej i filantropijnej. Pomagał rozwijać się licznym instytucjom naukowo-badawczym, takim jak Instytut Henri Poincaré w Paryżu, Instytut de Biologie physico-chimique, Centre National de la Recherche Scientifique, Casa Velázquez w Madrycie i French Institute w Londynie. Był członkiem francuskiej Académie des Beaux-Arts, i przez to sponsorował wykopaliska archeologiczne Charlesa Clermont-Ganneau w Egipcie, Eustache de Lorey w Syrii i Raymonda Weyl w Palestynie. Edmond de Rothschild nabył pokaźną kolekcję rysunków i grafik, obejmującą ponad 40 tys. rycin, 3 tys. rysunków i 5 tys. ilustrowanych książek. W jego kolekcji znalazło się ponad sto rycin i rysunków Rembrandta.

### Działalność syjonistyczna
Gdy w 1881 roku rozpoczęły się pogromy żydowskie w Imperium Rosyjskim, francuscy Żydzi wydali odezwę przeciwko rosyjskiej polityce antysemickiej. Wśród jej sygnatariuszy był Edmond de Rothschild. Wydarzenia to doprowadziły go do wniosku, że sposobem rozwiązania problemu żydowskiego jest emigracja do Ziemi Izraela. Jedną z osób, które miały wpływ na kształtowanie się jego opinii na sytuację Żydów żyjących w diasporze był naczelny rabin Paryża, Sadok Kahn. W przeciwieństwie do wielu ówczesnych rabinów wspierał on działalność organizacji Chowewej Syjon.
W 1882 roku baron Rothschild wycofał się z zakupów dzieł sztuki i zaangażował w kupowanie ziemi w Palestynie. W tym samym roku spotkał się z Josefem Feinbergiem, który poprosił go o pomoc finansową dla upadającej kolonii Riszon le-Cijjon. Po zapoznaniu się z sytuacją osady, Rothschild dostrzegł, że znajduje się ona na krawędzi rozpadu. Zdecydował się wówczas zaangażować w życie kolonii i jej mieszkańców. Sfinansował wykopanie studni, pomagał ubogim rodzinom i starał się wspierać rozwój rolnictwa. Widząc duże trudności w prowadzeniu działalności rolniczej, zwrócił się do Chowewej Syjon, aby wyznaczyła i przygotowała młodych ludzi na doradców i nauczycieli rolnictwa w koloniach. Stworzyło to miejsca pracy opłacane przez Rothschilda. Systematycznie rozszerzał on granice niesionej pomocy, obejmując nią wszystkie nowe kolonie, które w pierwszych latach istnienia przeżywały poważny kryzys. Promował rozwój przedsiębiorczości żydowskiej w Palestynie. Pragnąc zapewnić źródło stałego i pewnego dochodu dla żydowskich kolonii, zdecydował się na stworzenie podstaw przemysłu winiarskiego. Wysłał swoich ekspertów rolniczych do Francji, skąd sprowadzili nowych osadników i specjalistów od uprawy winorośli. Razem z nimi sprowadzono szczepy winorośli, odpowiednio dobrane do warunków klimatycznych Palestyny. W dwóch koloniach – Riszon le-Cijjon i Zichron Ja’akow – utworzono pierwsze winnice i zakłady produkujące wina, zapewniając im odpowiedni marketing globalny. Produkcja wina zaczęła bardzo szybko przynosić zyski, dzięki którym zapewniono utrzymanie kolonii, dostarczając ich mieszkańcom usługi zdrowotne, edukacyjne i religijne. W 1883 roku Rothschild wziął pod swoją administrację kolonię Mazkeret Batja, tak że na przełomie wieku pod jego opieką znajdowało się już 12 osiedli.
Baron Rothschild nie był jednak ściśle związany z ruchem syjonistycznym, dążącym do utworzenia państwa żydowskiego w Ziemi Izraela. 18 lipca 1896 roku odbyło się jego pierwsze spotkanie z Theodorem Herzlem, który szukał u niego wsparcia finansowego dla swojego projektu. Rothschild odrzucił te plany jako nierealne. Jednocześnie zasugerował, że plany Herzla mogą zagrozić postępom kolonizacji Palestyny prowadzonym przez barona (w tym czasie finansował 9 wiosek). Rothschild utrzymywał przez cały czas dystans do przedstawicieli Światowej Organizacji Syjonistycznej, takich jak Chaim Weizman i Max Nordau. O koloniach w Palestynie powiedział im: „To są moje kolonie i jak mi się spodoba, to zabiorę je ze sobą”. Rothschild był również wspólnikiem utworzonego przez Maurice de Hirscha Żydowskiego Stowarzyszenia Kolonizacji (ang. Jewish Colonization Association, ICA lub JCA), które od 1891 roku wspierało tworzenie osad rolniczych w takich krajach jak Argentyna, Kanada i Stany Zjednoczone. Osiedlali się w nich żydowscy imigranci z Europy, głównie z Rosji i Rumunii. Z czasem Rothschild zmienił swoje podejście do syjonizmu. W 1924 roku założył Żydowskie Stowarzyszenie Kolonizacji Palestyny (ang. Palestine Jewish Colonization Association, PICA), które kupiło prawie 51 tys. ha ziemi i umożliwiło rozwój wielu przedsięwzięć biznesowych. Szacuje się, że Rothschild przeznaczył ponad 50 mln $ na rozwój osadnictwa żydowskiego w Palestynie. Przez długi czas wstrzymywał się z publikacją swojego nazwiska publicznie. Był nazywany „znanym filantropem”.
Zmarł 2 listopada 1934 roku w Boulogne-Billancourt we Francji. Razem ze swoją żoną został pochowany na cmentarzu Père-Lachaise w Paryżu. W kwietniu 1954 roku ich szczątki przewieziono do Izraela i pochowano w ogrodzie pamięci Ramat HaNadiv, w pobliżu miast Zichron Ja’akow i Binjamina-Giwat Ada.

## Genealogia
|  |  | James Mayer Rothschild ur. 15 V 1792 zm. 15 XI 1868 | James Mayer Rothschild ur. 15 V 1792 zm. 15 XI 1868 |  |  |  |  |  |  | Betty Salomon von Rothschild ur. 1805 zm. 1886 | Betty Salomon von Rothschild ur. 1805 zm. 1886 |  |  |
|  |  |                                                     |                                                     |  |  |  |  |  |  |                                                |                                                |  |  |
|  |  |                                                     |                                                     |  |  |  |  |  |  |                                                |                                                |  |  |
|  |  |                                                     |                                                     |  |  |  |  |  |  |                                                |                                                |  |  |

|  |  | Adélaïde von Rothschild ur. 1853 zm. 1935    | Adélaïde von Rothschild ur. 1853 zm. 1935    | Edmond James de Rothschild ur. 19 VIII 1845 zm. 2 XI 1934 | Edmond James de Rothschild ur. 19 VIII 1845 zm. 2 XI 1934 |                                        |                                        |  |  |
|  |  |                                              |                                              |                                                           |                                                           |                                        |                                        |  |  |
|  |  |                                              |                                              |                                                           |                                                           |                                        |                                        |  |  |
|  |  |                                              |                                              |                                                           |                                                           |                                        |                                        |  |  |
|  |  | James Armand de Rothschild ur. 1878 zm. 1957 | James Armand de Rothschild ur. 1878 zm. 1957 | Maurice de Rothschild ur. 19 V 1881 zm. 4 IX 1957         | Maurice de Rothschild ur. 19 V 1881 zm. 4 IX 1957         | Miriam de Rothschild ur. 1884 zm. 1965 | Miriam de Rothschild ur. 1884 zm. 1965 |  |  |